# Boletina lundbecki
Boletina lundbecki är en tvåvingeart som beskrevs av Lundstrom 1912. Boletina lundbecki ingår i släktet Boletina och familjen svampmyggor. Arten är reproducerande i Sverige. Inga underarter finns listade i Catalogue of Life.